# Instantní astronomické noviny
Instantní astronomické noviny (IAN) byly astronomický magazín o dění na obloze i pod ní. Založen byl v roce 1997 pracovníky Brněnské hvězdárny a planetária Rudolfem Novákem a Jiřím Duškem. Pravidelnější vydání přestala vycházet v roce 2009, ale archiv je stále dostupný. Po magazínu byla také pojmenována planetka (9665) Inastronoviny.